# Stadtbergen

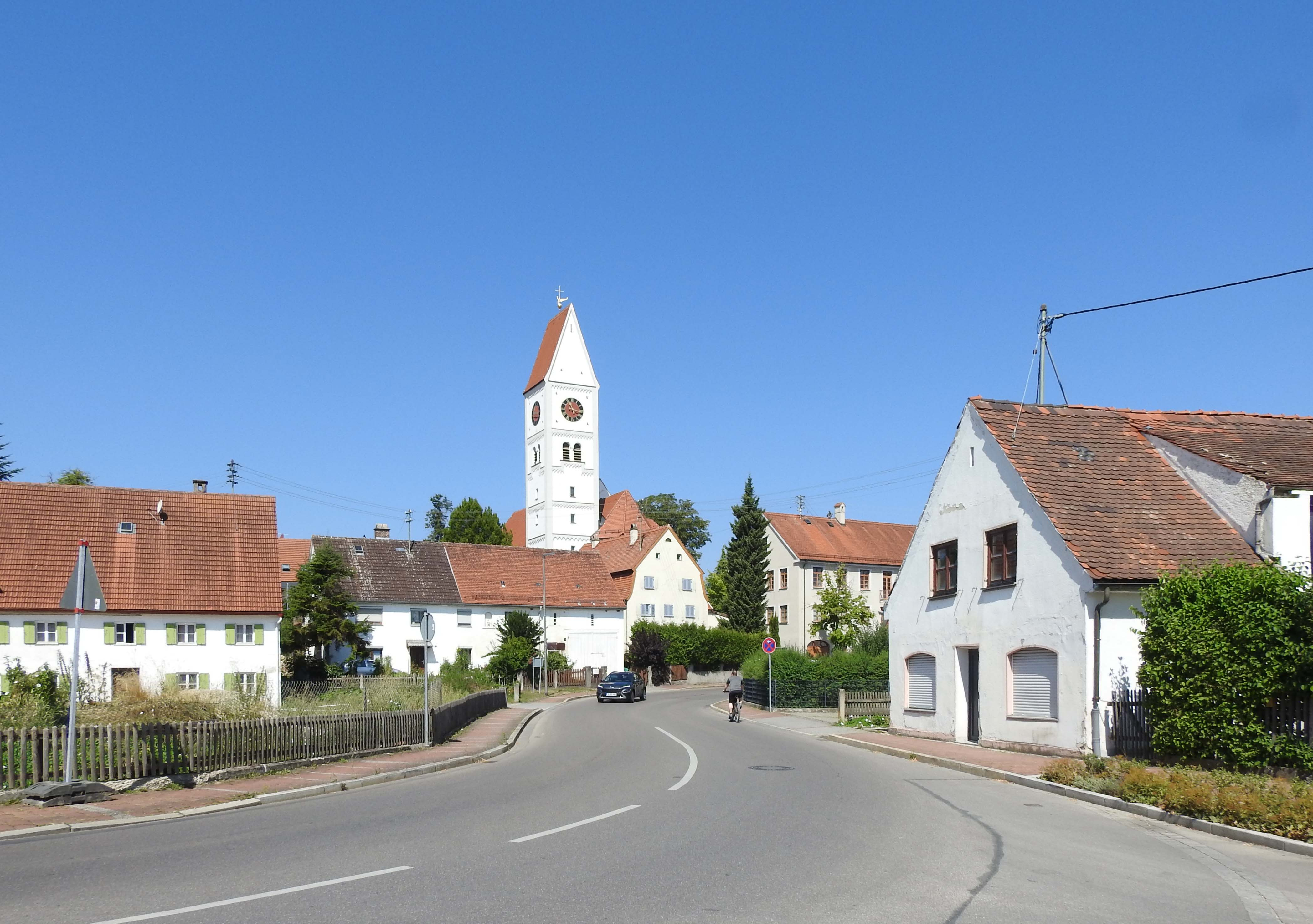
Bauernstraße mit St. Nikolaus in Stadtbergen

Stadtbergen ist eine Stadt im schwäbischen Landkreis Augsburg. Sie grenzt unmittelbar an den Westrand der Stadt Augsburg.

## Gemeindeteile
Die Stadt besteht aus vier Gemeindeteilen, den früher selbstständigen Gemeinden Stadtbergen, Leitershofen und Deuringen sowie dem neu hinzugekommenen Virchow-Viertel, wobei sich das gemeinsame Rathaus im größten Gemeindeteil (Stadtbergen) befindet.
Jeder alte Ortsbereich besitzt eine eigene Freiwillige Feuerwehr und einen eigenen Sportverein. Stadtbergen und Leitershofen haben zudem noch eine eigene Grundschule, wogegen sich die gemeinsame Hauptschule neben der Stadtberger Grundschule befindet.

## Geschichte
Stadtbergen, das am 1. Mai 1978 im Zuge der Gemeindegebietsreform aus den damals selbständigen Gemeinden Deuringen, Leitershofen und Stadtbergen hervorging, liegt am Westrand von Augsburg und weist eine Gesamtfläche von 1200 ha auf. Am 14. Juni 1985 wurde die Gemeinde Stadtbergen zum Markt erhoben, da sie die Einwohnerzahl von 12.000 überschritten hatte.
Mit Wirkung zum 12. Mai 2007 wurde der Markt Stadtbergen zur Stadt erhoben, dies verkündete der bayerische Innenminister Günther Beckstein am 10. Januar 2007.
Erste urkundliche Erwähnungen der drei Stadtberger Gemeindeteile gehen in das 11. bis 13. Jahrhundert zurück, wobei die Entstehung Leitershofens und Stadtbergens etwa 1000 Jahre zurückreicht und diejenige von Deuringen unter Umständen bis in die alamannische Zeit. Dank archäologischer Grabungen lassen sich erste menschliche Spuren aber weitaus früher nachweisen. Von Bedeutung sind hierbei die zwischen Leitershofen und Stadtbergen entdeckten hallstatt- bzw. frühlaténezeitlichen Grabhügel, die ab etwa 700 v. Chr. entstanden sind und auf eine – wenn auch zeitlich beschränkte – frühe Besiedelung dieses Raumes hinweisen.
Die Römer hinterließen im heutigen Stadtbergen ebenfalls Spuren. Neben römischen Steinen, die in der Kirchhofmauer der Stadtberger St.-Nikolaus-Kirche entdeckt wurden, ist es besonders die villa suburbana, die Erwähnung verdient. Bei diesem römischen Landhaus, das schon im ersten nachchristlichen Jahrhundert existierte, handelte es sich um einen luxuriösen Prachtbau mit großzügigem Eingangsbereich, farbigen Wandverkleidungen aus Marmor und repräsentativen Ecktürmen. Die Anlage mit einem Ausmaß von etwa 63 × 39 Meter existierte bis in das 4. Jahrhundert und wurde dann verlassen oder im Zuge der Alamanneneinfälle zerstört.
Die Herrschaftsgeschichte des Mittelalters und der Frühen Neuzeit war geprägt von zahlreichen Besitzwechseln geistlicher und weltlicher Herren.
Stadtbergen, das wahrscheinlich von Pfersee aus gegründet wurde, stand zuerst im Besitz der bischöflichen Kämmerer von Wellenburg und wurde von diesen an ein nach dem Ort benanntes Geschlecht weiter verliehen. Später waren mehrere Augsburger Patrizierfamilien im damaligen „Perga“ oder „Bergen“ nachweisbar. 1497 kam fast der ganze Ort an das Domkapitel Augsburg, das seinen Besitz in Stadtbergen bis zur Säkularisation hielt.

(ehemaliges) Wappen Leitershofens

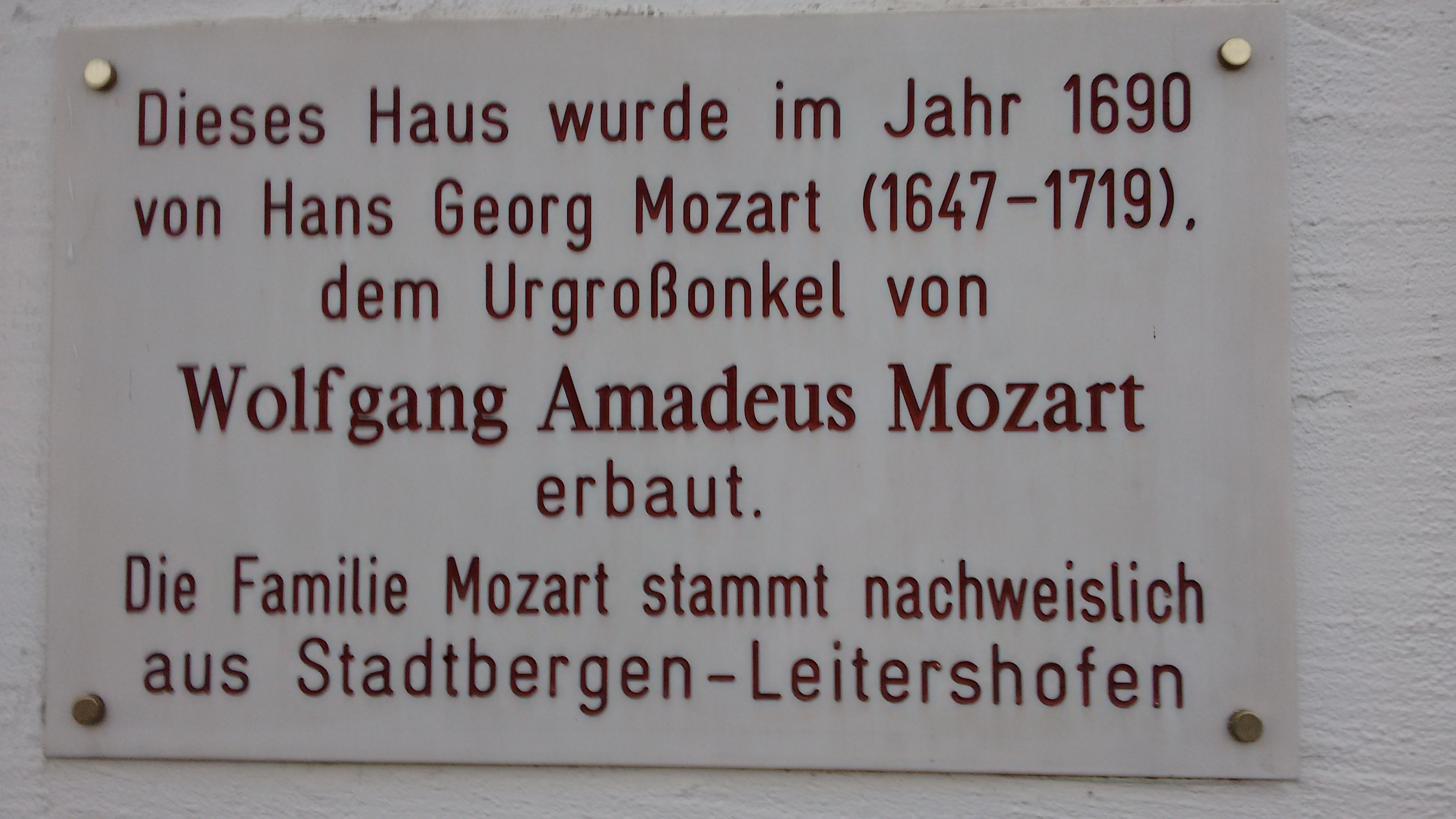
Inschrift am Bräuhaus Stadtbergen mit Bezug auf die Familie Mozart

Leitershofen, das frühere „Liutericheshouen“, war eine Gögginger Anbausiedlung und unterstand den Augsburger Bischöfen, die den Ort an bischöfliche Truchsesse weiter verliehen. Später kam der Besitz als Amtslehen an die bischöflichen Kämmerer von Wellenburg. Mit dem Erwerb der Herrschaft Wellenburg durch die Fugger gelangte 1595 auch Leitershofen in deren Besitz und verblieb dort bis zum Ende des Alten Reiches. Ein Zweig der Familie Mozart, Vorfahren des berühmten Komponisten W. A. Mozart, stammt aus Leitershofen. Der älteste nachgewiesene Vorfahre, Hans Mozart, lebte 1525 in Leitershofen und der Urgroßonkel des Komponisten, Hans Georg Mozart (1647–1719) errichtete 1690 das Stadtberger Bräuhaus.
„Tuiringen“, das spätere Deuringen, war ebenfalls – wie Stadtbergen und Leitershofen – ursprünglich in bischöflichem Besitz und gelangte später an die Marschälle von Donnersberg und schließlich im 13. Jahrhundert an das Augsburger Heilig-Geist-Spital. Nachdem der Ort, der lange Zeit nur als Einzelhof bestand, im Dreißigjährigen Krieg verwüstet wurde, erwarb 1711 die Freiherrnfamilie von Schnurbein den Besitz.
Neben den bereits erwähnten geistlichen und weltlichen Herrschaften waren auch die Klöster St. Ulrich und Afra, St. Georg, St. Katharina, St. Moritz, Hl. Kreuz und das Hochstift im heutigen Stadtbergen begütert.
Zeichen dieser Zeit haben sich bis heute erhalten, so sind insbesondere die Schlösser in Leitershofen und Stadtbergen Zeugen und Symbole einstiger Ortsherrschaften. Das Obere Schloss in Leitershofen Kirchberg 3 wurde erstmals 1257 erwähnt und barg im 18. Jahrhundert zeitweise eine Kapelle in sich. Im Gebäude, das um 1730/40 neu erbaut und im 19. Jahrhundert verändert wurde, war zeitweise eine Limonadenfabrik untergebracht.
Ebenfalls zu Wohnzwecken umgestaltet wurde das Untere Schloss (Schloßstr. 12), das 1355 erstmals in den Urkunden auftaucht. Nach der Französischen Revolution diente es teilweise französischen Emigranten als Unterkunft, darunter auch Abbé Leonor Francois de Tournely, dem späteren Begründer des Ordens „Dames du Sacré Coeur“. 1586 wurde das Stadtberger Schloss erbaut, und zwar von Hans Holl, dem Vater des berühmten Elias Holl. Es kam 1926 in den Besitz der Inneren Mission und diente zahlreichen Zwecken mit Heimcharakter. Seit 1971 betreibt das Diakonische Werk dort ein Altenheim.
Aber nicht nur Profanbauten zieren das heutige Stadtbergen, sondern auch sakrale Gebäude, wie beispielsweise in Deuringen die 1721 erbaute und 1989 renovierte St.-Josephs-Kapelle. In Leitershofen erhebt sich auf einer kleinen Anhöhe die St.-Oswald-Kirche, deren ältester Vorgängerbau bis in spätromanische Zeit (ca. 1250) zurückreicht. Das heutige Gotteshaus wurde 1732 errichtet, wobei insbesondere die Stuckarbeiten von Matthias Lotter Erwähnung verdienen. Kunstgeschichtlich interessant ist auch die dritte alte Kirche in Stadtbergen. Teile des Turmes und des Chors von St. Nikolaus gehen in das 14./15. Jahrhundert zurück und das 1730 neu erbaute Langhaus wurde von Johann Georg Bergmüller und Johann Georg Wolcker ausgemalt und durch Andreas Heinz stuckiert.

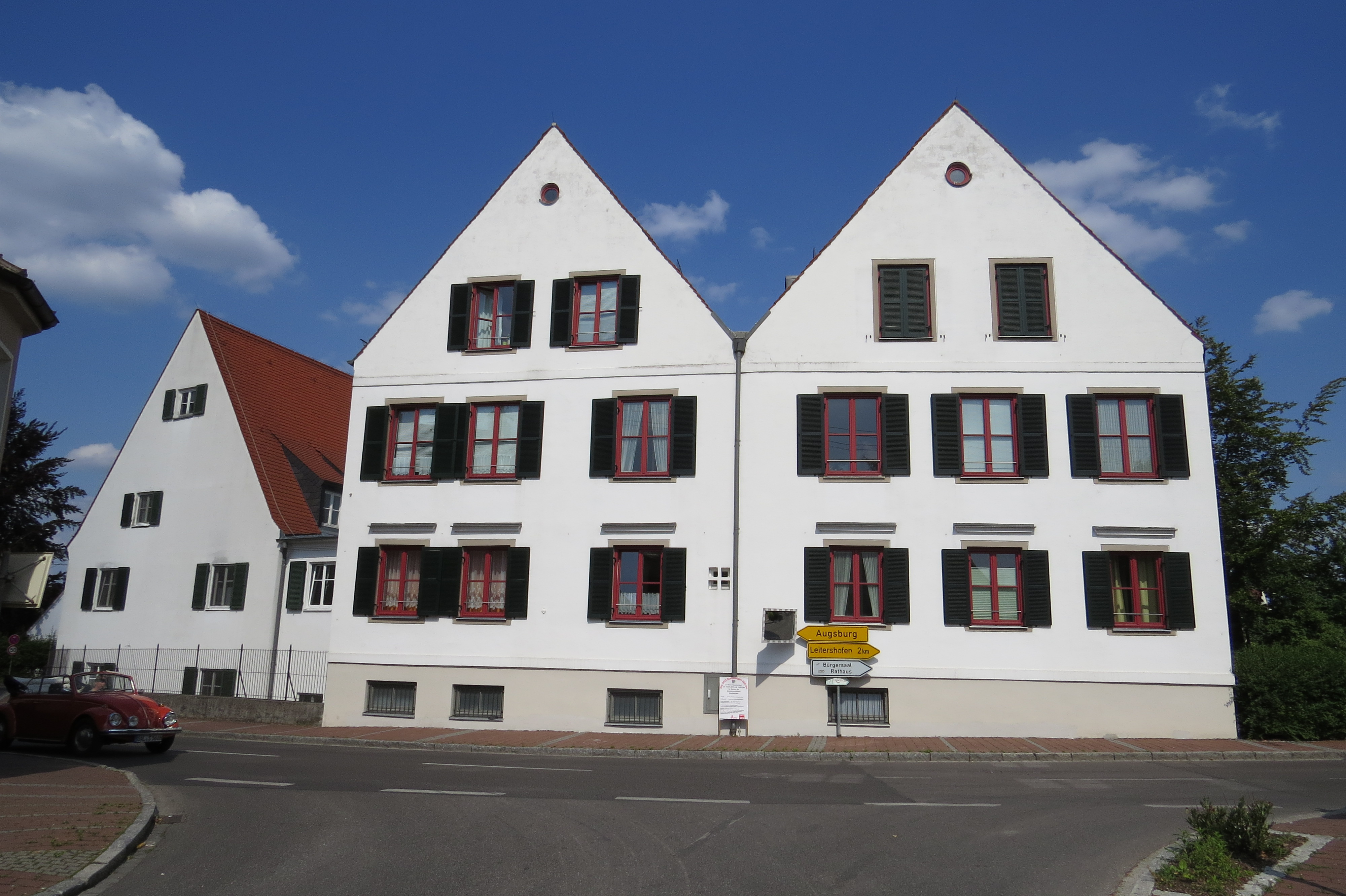
Schlößle Stadtbergen

### Einwohnerentwicklung
Zwischen 1988 und 2018 wuchs der Markt bzw. die Stadt (seit 2007) von 12.054 auf 15.010 um 2.956 Einwohner bzw. um 24,5 %.

## Politik

### Stadtrat und amtierende Bürgermeister

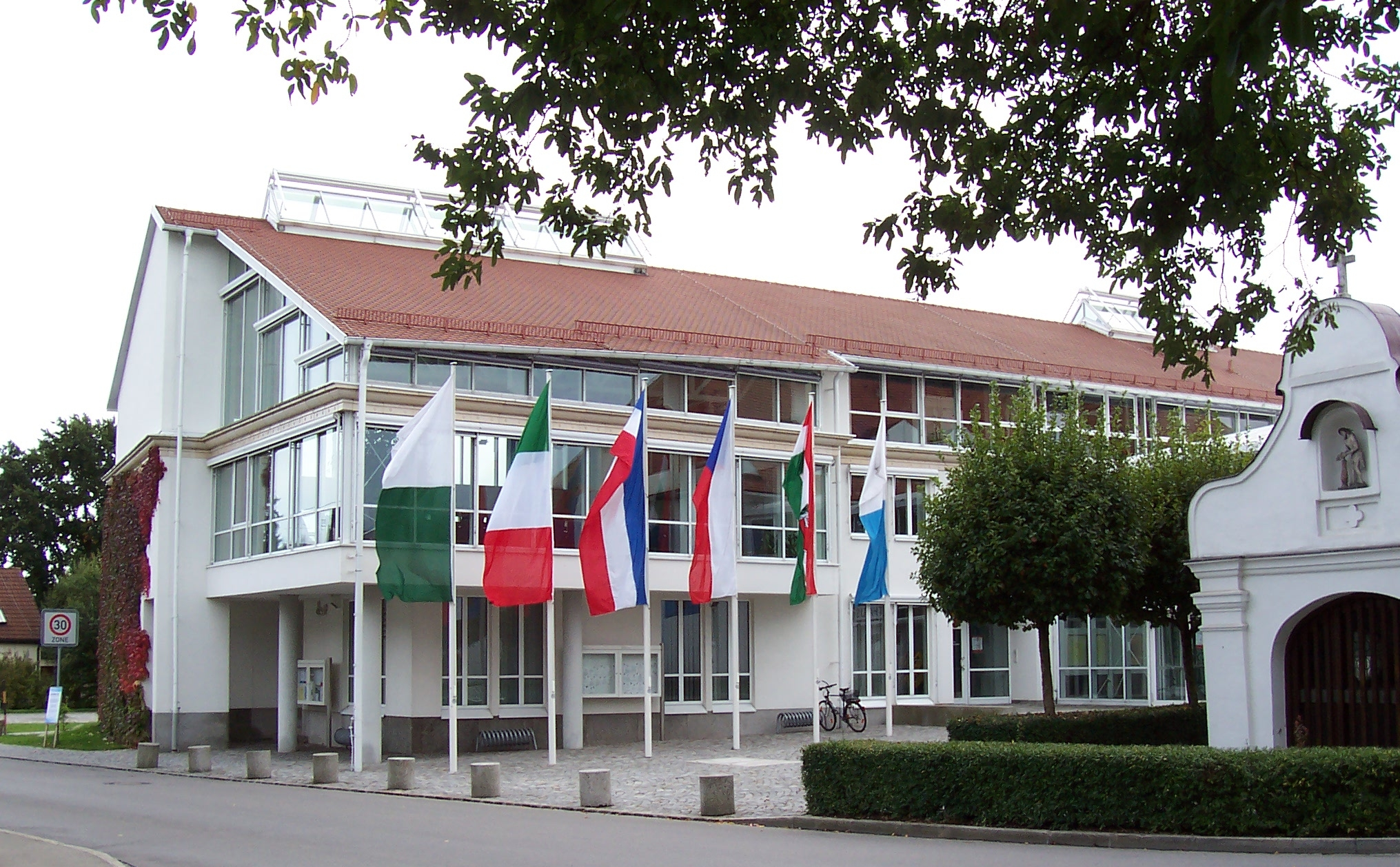
Rathaus Stadtbergen

Sitzverteilung im 24-köpfigen Stadtrat nach der Kommunalwahl am 15. März 2020:
- CSU: 10 Sitze
- SPD: 4 Sitze
- Freie Wähler: 2 Sitz
- PRO Stadtbergen: 2 Sitze
- GRÜNE: 6 Sitze

Erster Bürgermeister ist Paulus Metz (CSU); er wurde bei der Bürgermeisterwahl am 16. Juli 2023 mit 82,9 Prozent der gültigen Stimmen bei einer Wahlbeteiligung von 41,4 Prozent in seine dritte Amtszeit wiedergewählt. Zweiter Bürgermeister ist Michael Smischek (CSU). Dritte Bürgermeisterin ist Martina Bauer (Grüne).

### Liste der Nachkriegsbürgermeister von Stadtbergen
1946−1948: Heinrich Gerlach
1948−1952: Rupert Stocker
1952−1956: Fritz Baumeister
1956−1960: Rupert Stocker
1960−1966: Rupert Stocker
1966−1972: August Abenstein
1972−1978: August Abenstein
nach der Vereinigung mit Leitershofen und Deuringen:
1978−1984: Raimund Bertele
1984−1990: Raimund Bertele
1990−1992: Raimund Bertele
1992−1996: Dr. Ludwig Fink
1996−2002: Dr. Ludwig Fink
2002−2008: Dr. Ludwig Fink
2008−2011: Dr. Ludwig Fink
2011−2017: Paulus Metz
2017−2023: Paulus Metz

### Partnerstädte
Stadtbergen hat folgende Partnerorte:
- Japan: Freundschaft mit der Präfektur Fukushima (nördlich von Tokio), seit 1974
- Togo: Patenschaft mit Baguida nahe Lomé, seit 1986
- Frankreich: Städtepartnerschaft mit Brie-Comte-Robert nahe Paris, seit 1987
- : Städtepartnerschaft mit Olbernhau im Erzgebirge, seit 1989
- Italien: Städtepartnerschaft mit Bagnolo Mella, seit 2004

Stadtbergen gehört durch die zwischen Brie-Comte-Robert und Bagnolo Mella vereinbarte Verbindung einer Dreier-Partnerschaft an.
Das Besondere an dem Kontakt zu Fukushima ist die Tatsache, dass die Freundschaft zwischen der Gemeinde Stadtbergen und der gesamten Präfektur Fukushima besteht. Ursprung der Freundschaft war eine Initiative der Deutsch-Japanischen Gesellschaft, die für japanische Jugendliche Gastfamilien in ganz Deutschland gesucht hat.
Nach dem Tōhoku-Erdbeben 2011 mit nachfolgendem Tsunami sowie den Nuklearunfällen von Fukushima-Daiichi wurde auf Initiative des Bürgermeisters das Projekt „Stadtbergen hilft!“ ins Leben gerufen.

### Wappen
| | Blasonierung: „In Rot über einer durchgehenden silbernen Mauer eine eintürmige silberne Kirche mit Sattelturm in Choransicht; im Schildfuß fünf, drei zu zwei angeordnete grüne Hügel.“ |
| Wappenbegründung: Die Kirche im Wappen Stadtbergens stellt die Pfarrkirche St. Nikolaus dar. Die Hügel im Schildfuß symbolisieren die hallstatt- bzw. frühlatènezeitlichen Grabhügel. Die Farben Rot und Silber verweisen auf das Hochstift Augsburg, den ehemals bedeutenden Grundherrn Stadtbergens. Wappenführung seit 1952 durch Beschluss des Gemeinderats und mit Zustimmung des Innenministeriums gemäß Ministerialentschließung vom 7. Oktober 1952 | |

## Öffentliche Einrichtungen

### Bürgersaal
Seit dem 10. Oktober 2003 bietet der Bürgersaal Stadtbergen unter dem Motto „Kultur & Events“ nicht nur ein abwechslungsreiches Kulturprogramm von Kabarett bis Klassik, sondern auch ein Forum für Seminare, Tagungen und gewerbliche Veranstaltungen.

### Bücherei
Die Bücherei Stadtbergen und ihre Zweigstelle im Ortsteil Leitershofen bieten auf rund 480 m2 Präsentationsfläche ein Angebot von etwa 27.000 Medien.

### Hallenbad

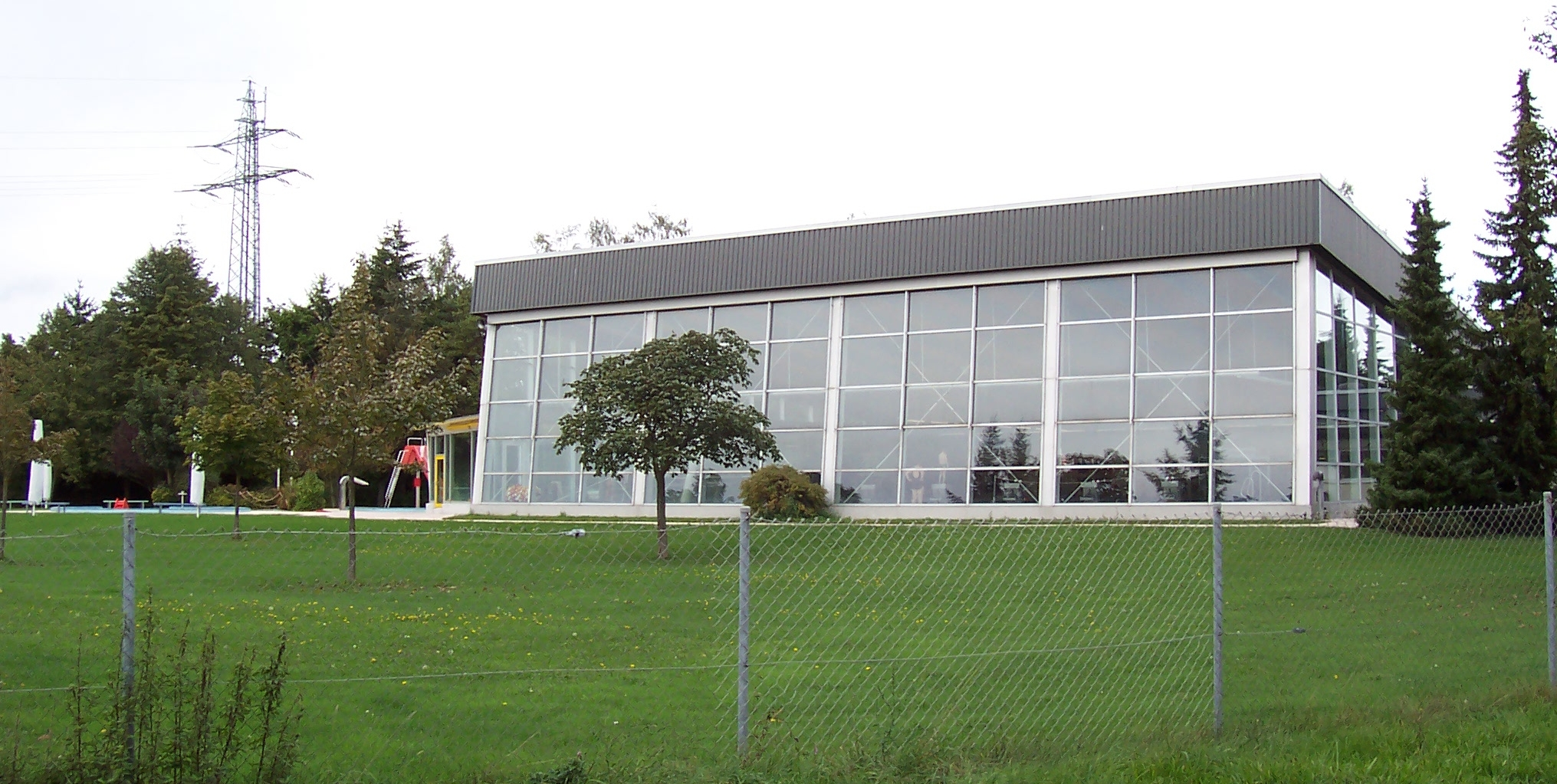
Hallenbad Stadtbergen

Das im Jahre 1973 erbaute und mehrmals renovierte Hallenbad bietet besonders im Sommer mit der Liegewiese Erholung und Badevergnügen.

### Bildung
Im Gemeindeteil Leitershofen gibt es das Internationale Institut für empirische Sozialökonomie.

## Kirchen
- St. Gabriel (Deuringen)
- Maria, Hilfe der Christen (Stadtbergen) (Maria-Hilf-Kirche)
- St. Nikolaus (Stadtbergen)
- St. Oswald (Leitershofen)
- Zum auferstandenen Herrn (Leitershofen)
- Friedenskirche (evangelisch)
- St.-Josephs-Kapelle (Deuringen)

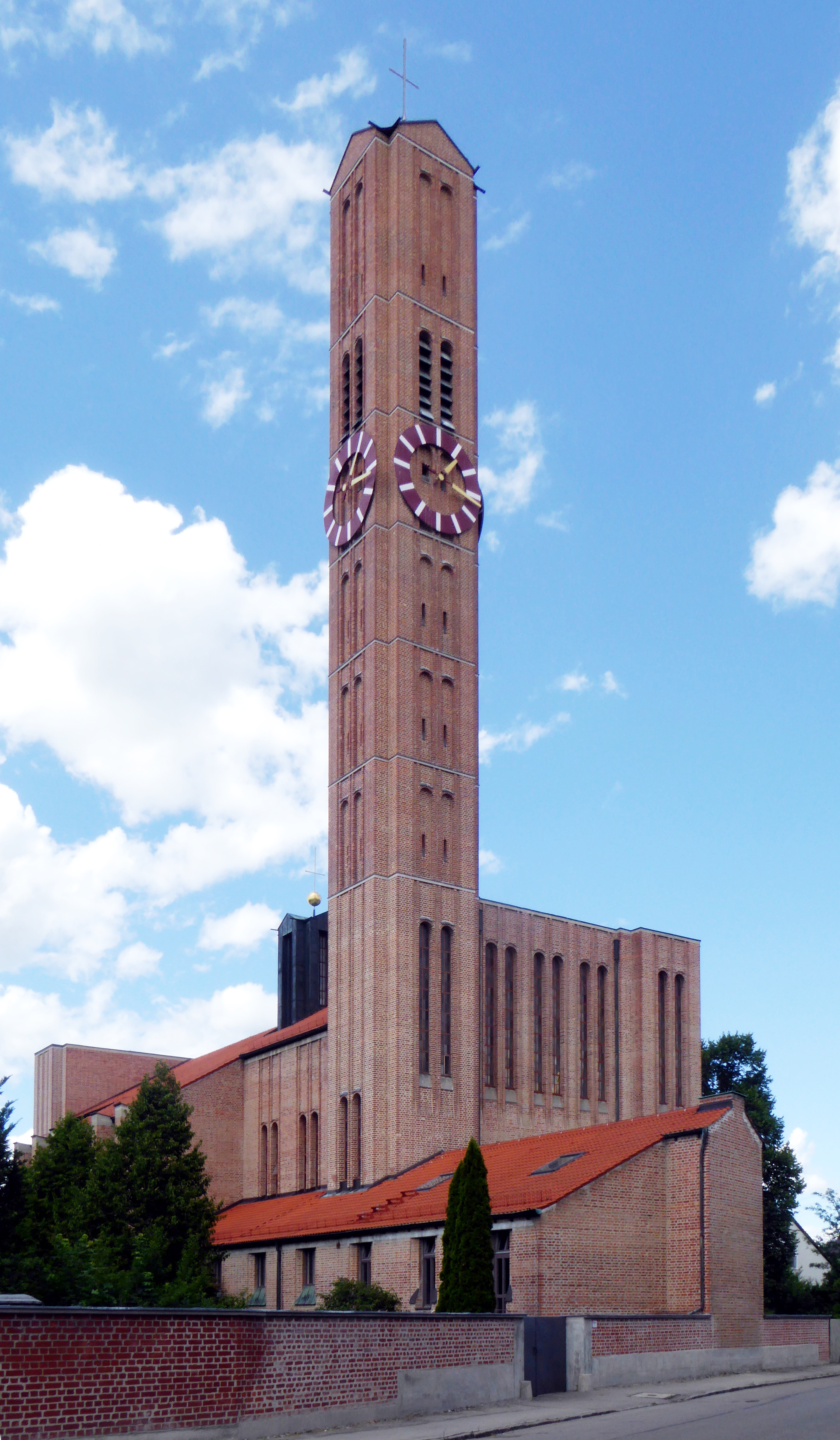
Maria-Hilf-Kirche
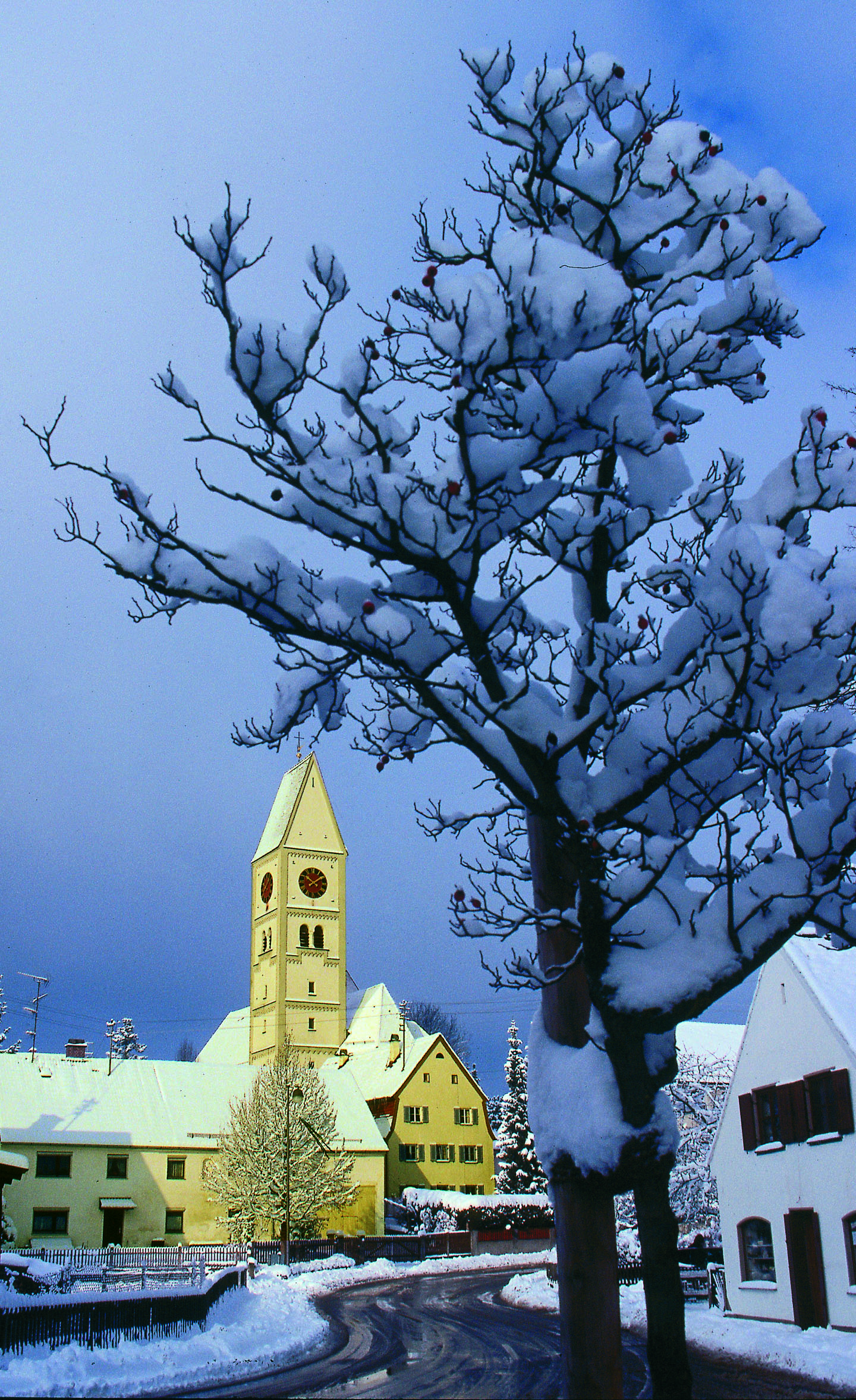
St. Nikolaus im Winter
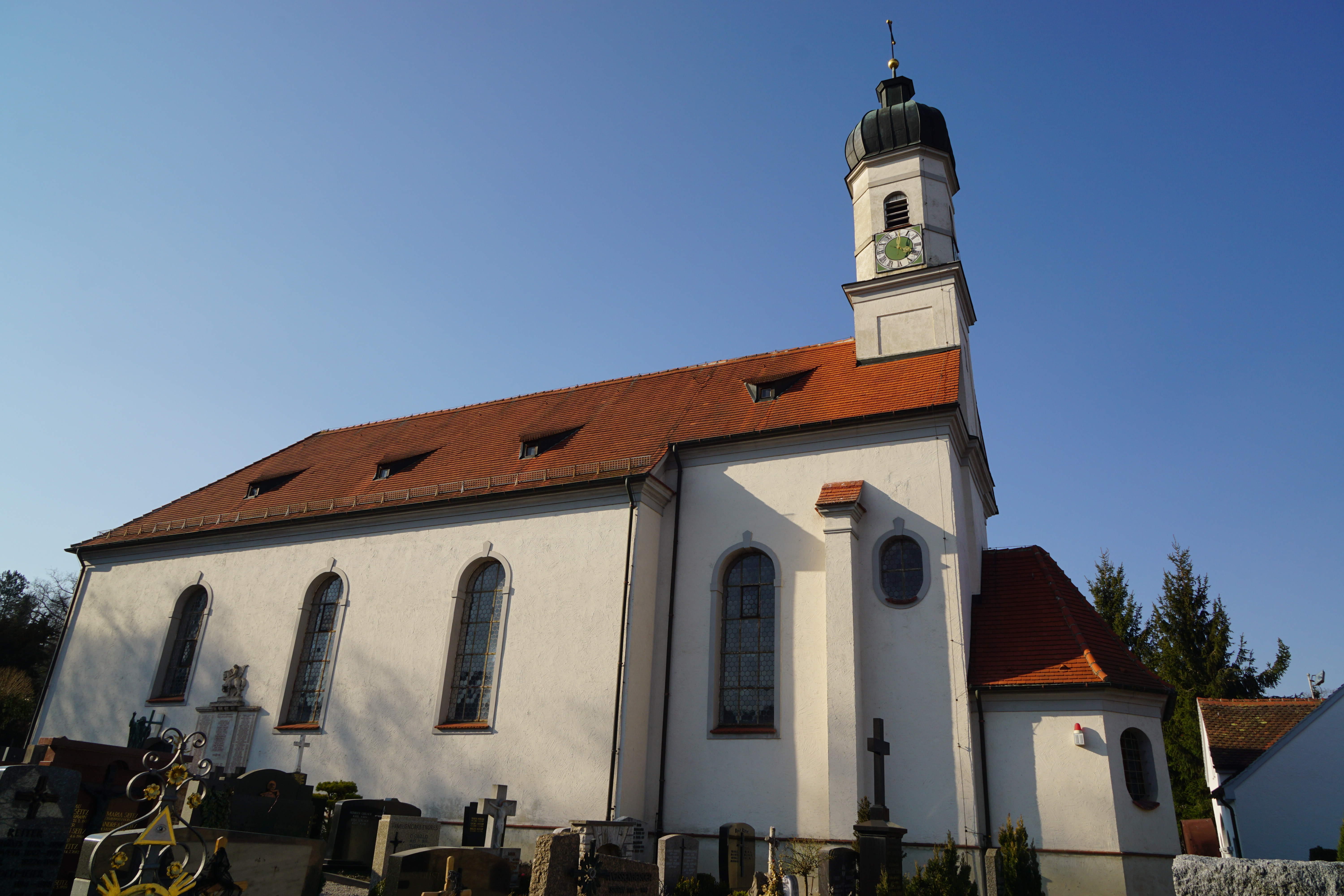
St. Oswald (Leitershofen)

## Kultur und Sehenswürdigkeiten

### Naturpark „Westliche Wälder“
Die westlichen Wälder bieten im Westen von Stadtbergen ein erholsames und ruhiges Naturerlebnis und Ausflugsziel zum Spazieren, Fahrradfahren und Wandern. Die in Stadtbergen beginnende Hauptroute des Schwäbisch-Allgäuer Wanderwegs (Endpunkt Sonthofen) durchquert diesen Naturpark.

### Bau- und Bodendenkmäler
Eine Auswahl der wichtigsten denkmalgeschützten Orte sind im virtuellen Freilichtmuseum Stadtbergen allgemein und frei zugänglich.
In Erinnerung an den Ursprung der Familie Mozart schuf Stadtbergen 2024 im Ortsteil Leitershofen den Mozartplatz. Ein Denkmal zeigt dort den berühmten Spross der Familie, Wolfgang Amadeus Mozart, am Klavicord sitzend. Die Widmungstafel im Zentrum markiert den Leitershofer Wohnort des Hans Mozart, des Ahnen von Wolfgang Amadeus. Wie die Jahresringe eines Baumes gruppieren sich um das Zentrum achtzehn Gedenkplatten für nachfolgende Mozarts aus Leitershofen und Umgebung.

### Stadtfest
Einmal im Frühling findet an der Stadtberger Sportanlage ein Stadtfest der vier Gemeindeteile statt. Es beginnt jeweils am Tag vor Christi Himmelfahrt und dauert fünf Tage. Neben vielen Attraktionen und Shows für Jung und Alt bietet das Fest sowohl sportliche Aktivitäten als auch kulinarische Spezialitäten im und ums Festzelt. Bis 2006 trug das Fest den Namen „Marktfest“ mit der Stadterhebung im Jahr 2007 wurde es in „Stadtfest“ umbenannt.

### Vereine

TSV Leitershofen

Die in der Saison 2013/14 in der dritthöchsten deutschen Basketball-Liga ProB spielende BG Leitershofen/Stadtbergen ist der erfolgreichste Sportverein in Stadtbergen. In der Saison 2011/12 spielte die als Topstar Kangaroos bekannte erste Mannschaft sogar in der zweithöchsten deutschen Basketball-Liga, der ProA, schaffte den Klassenerhalt jedoch nicht.
Der größte Sportverein in Stadtbergen ist der TSG Stadtbergen. Zu ihm gehören Abteilungen wie: Turnen, Fußball, Schwimmen, Leichtathletik, Tennis, Tischtennis, Ski & Wandern.
Die Fußballer der TSG Stadtbergen spielten 1978/79 für eine Saison in der Landesliga Süd, die zu diesem Zeitpunkt die vierthöchste deutsche Spielklasse war. Heute spielt die Mannschaft in der A-Klasse, der TSV Leitershofen sogar in der Kreisliga Augsburg.
Die Freiwillige Feuerwehr Leitershofen besteht seit 1875. Sie hat etwa 200 passive Mitglieder, die aktive Mannschaft umfasst 55 Feuerwehrmänner und -frauen sowie 10 Jugendliche (Stand 2019).
Im Westen Stadtbergens befindet sich auf einem Südhang der 9-Loch-Golf-Platz des Golf Club Leitershofen e. V. Der Golf Club wurde von Angehörigen der US-Streitkräfte gegründet und nach Auflösung des Amerikanischen Standortes 1998 an die deutschen Clubmitglieder übergeben. Von der Anlage aus bietet sich ein schöner Blick auf die Stadt Augsburg.
Stadtbergen verfügt darüber hinaus über eine Reihe weiterer Vereine mit unterschiedlichen Zielen.

## Wirtschaft
In Stadtbergen hat der Automatisierungstechnikhersteller Erhardt+Leimer seinen Sitz, der 1919 in Augsburg-Pfersee gegründet wurde.

## Verkehr

### Straßenverkehr
In Nord-Süd-Richtung tangiert die vierspurige, autobahnähnliche B 17 Stadtbergen, das über die Ausfahrt Stadtbergen/Pfersee direkt zu erreichen ist. Der Gemeindeteil Leitershofen wird über die Ausfahrt Leitershofer Straße erreicht.
Im Norden des Stadtgebiets verläuft in Ost-West-Richtung die ebenfalls vierspurige B 300.

### Straßenbahn
Große Teile der Stadt Stadtbergen werden von zwei Tramlinien der Augsburger Verkehrsgesellschaft erschlossen.
Die Linie 6 fährt von Friedberg West P+R in Friedberg über den Augsburger Hauptbahnhof und Augsburg-Pfersee in den Hauptort (Endhaltestelle Stadtbergen). Das in der Nähe des Klinikums in Stadtbergen entstandene Virchow-Viertel wird von der Linie 2 bedient, die von Haunstetten-Nord über Königsplatz und den Bahnhof Augsburg-Oberhausen kommt.

### Busverbindungen
Alle Gemeindeteile werden durch die Regionalbus-Linie 641 verbunden, die werktags tagsüber im 30-Minuten-Takt innerhalb von Stadtbergen verkehrt. Sonntags besteht ein 60-Minuten-Takt.
Die Linie 512 verkehrt zwei Mal täglich von Leitershofen über Stadtbergen, Augsburg West, Neusäß, Täfertingen und Hirblingen nach Gersthofen. Ab Augsburg West verkehrt die Linie stündlich nach Gersthofen.
Außerdem fährt die Stadtbuslinie 32 der Augsburger Verkehrsgesellschaft über die Bürgermeister-Ackermann-Straße (B 300) durch das Virchow-Viertel bis zur Haltestelle Uniklinik/Bezirkskrankenhaus nördlich der Stadtberger Stadtgrenze.
In den Nächten von Donnerstag auf Freitag, Freitag auf Samstag und Samstag auf Sonntag verkehrt die Nachtbuslinie 91 von Königsplatz aus über Pfersee bis zur Endhaltestelle Stadtbergen.

## Persönlichkeiten

### Söhne und Töchter der Stadt
- Alois Strohmayr (1908–1993), Architekt und Politiker
- Max Schuster (* 1938), Unternehmer
- Sabine Lutzenberger (* 1964), Mezzosopranistin

### Mit Stadtbergen verbunden
- Tina Schüßler (* 1974), Profiboxerin, Schauspielerin, Sängerin